# Dingui
Un dingui es un tipo de bote pequeño, transportado o remolcado por una embarcación más grande para su eventual utilización como nave auxiliar. Los dinguis utilitarios suelen ser botes de remos o tienen un motor fuera de borda. Algunos están aparejados para navegar, pero se diferencian de los dinguis de vela, que están diseñados ante todo para navegar. La utilización principal de un dingui es para transferencias desde botes más grandes, especialmente cuando el bote más grande no puede atracar en un puerto o puerto deportivo de tamaño adecuado.
El término «remolque de dingui» a veces se utiliza para referirse a la práctica de remolcar un automóvil pequeño, camión o vehículo utilitario deportivo remolcado detrás de una autocaravana debido a su parecido con remolcar un dingui detrás de un yate.

## Etimología
El término es un préstamo del bengalí ḍiṅgi, urdu ḍīngī, e hindi ḍieṁgī, y llegó al español a través del inglés. El nombre tradicional en español para este tipo de barco es bote o chinchorro.

## Tipos
La eslora de los dinguis está entre los 6 y los 20 pies aproximadamente. Los buques auxiliares más grandes se denominan generalmente tenders, pinnaces o botes salvavidas. Los dinguis auxiliares plegables y desmontables de varias piezas (anidables) se utilizan cuando el espacio es limitado. Algunos dinguis más nuevos tienen una flotabilidad mucho mayor, lo que les da más capacidad de carga que los botes más antiguos del mismo tamaño. 
- whaly boats se encuentran entre los botes clásicos de «tirar» (remar), con una proa afilada, finas líneas de popa y una popa de canoa. A pesar de ser algo más basculante, con menos capacidad de carga que los cochecitos, reman, motorizan y navegan bien debido a sus finas líneas. Antes de la introducción de la fibra de vidrio como material de construcción, los dories eran más populares debido a su facilidad de montaje y, por lo tanto, a un menor costo.
- Los botes de remos de Whitehall fueron los taxis acuáticos de finales del siglo XIX hasta la invención del pequeño motor fuera de borda de gasolina. Considerado uno de los botes de remos más refinados para utilizar en puertos y lagos, los botes de remos Whitehall son descendientes del concierto del capitán que se utilizó para un propósito similar en un buque de guerra.

- Dories son botes de punta afilada tradicionalmente hechos de madera pero ahora también producidos en fibra de vidrio o aluminio. Cortan bien el agua, pero su estabilidad inicial es baja, haciéndolos sentir volcados en agua plana; un dory cargado se vuelve más estable a medida que se carga. Los dories no se utilizan generalmente como botes de servicio para yates; se utilizaron en grandes cantidades en el negocio de la pesca del bacalao, lanzados en gran número desde la cubierta de una goleta hasta los Grand Banks u otros caladeros. Un drone se puede aterrizar o lanzar a través de las olas donde un Whitehall puede naufragar. Los dories rara vez se llaman dinguis.

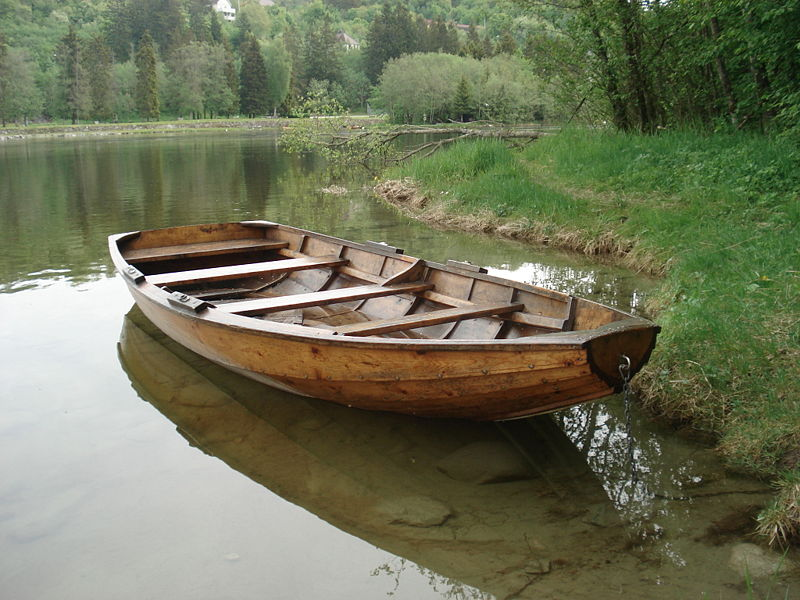
Un pram noruego

- Prams son generalmente cortos con pequeños tanto en proa como en popa. Son difíciles de volcar y transportar mucha carga o pasajeros por su eslora, pero son más lentos para remar debido a su eslora corta y su extremo balancín, aunque un skeg y/o bilge runners pueden marcar la diferencia, e incluso sin ellos remaron mejor que un inflable.Un pram noruego Popular como auxiliar en veleros con espacio de cubierta limitado.
- Algunos botes hinchables tienen una cubierta rígida y un espejo de popa que permite utilizar un motor para la propulsión. Reman mal y no remolcan bien debido a su proa roma y su gran área de superficie mojada, pero tienen una flotabilidad excepcional.
- Los dinguis de seguridad rígidos están diseñados para remar, motorizar, remolcar y navegar. Además de su funcionalidad de auto-rescate bote salvavidas, estos botes sirven como botes auxiliares diarios y como botes recreativos. Son extremadamente flotantes y/o insumergibles y tienen una gran capacidad de carga en relación con la longitud (ver foto arriba).

## Problemas de espacio

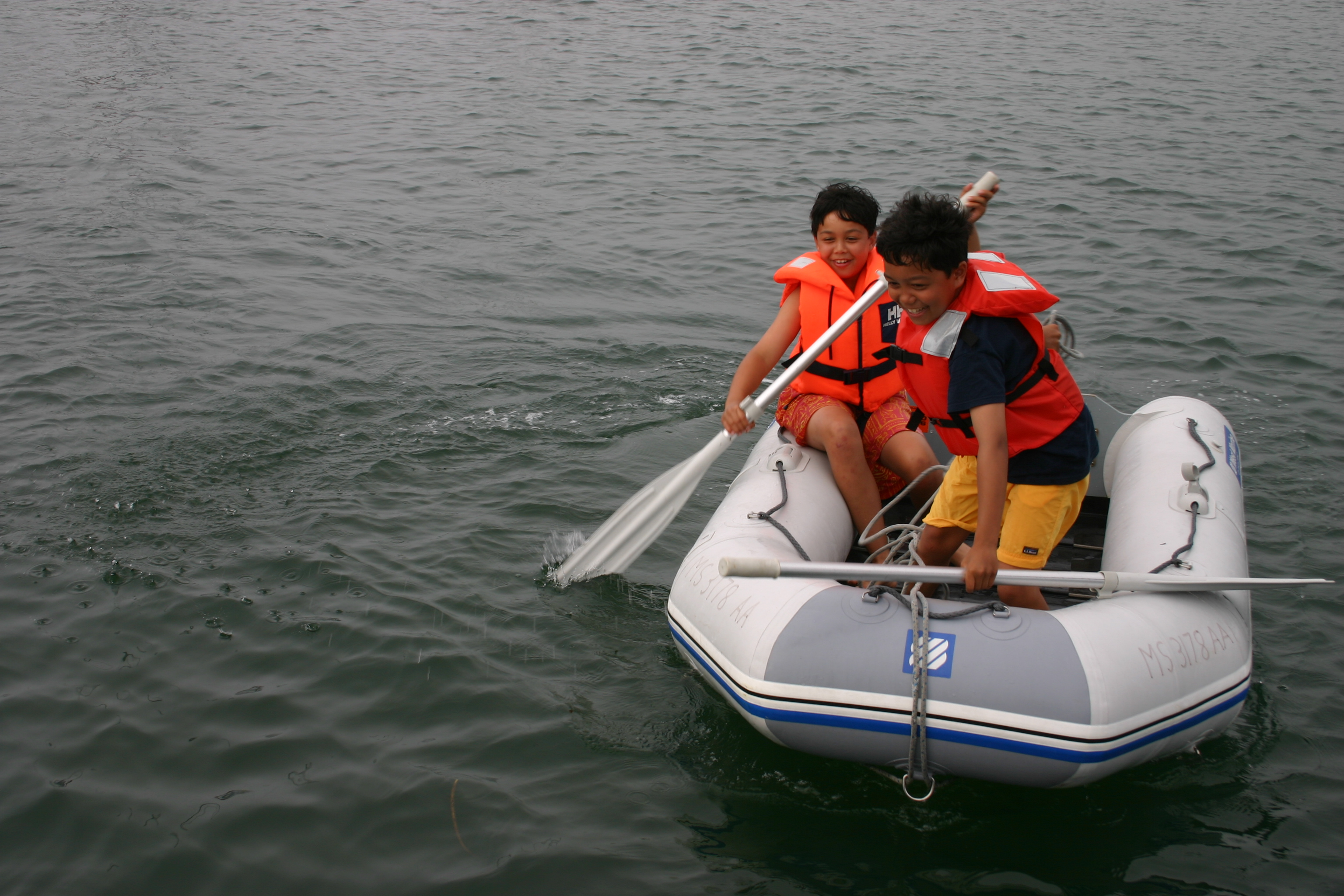
Dingui inflable

En yates de menos de 10 m (33 pies), generalmente no hay suficiente espacio para un dingui de tamaño razonable. Un dingui es útil para evitar la necesidad de un muelle costoso o un espacio de amarre, por lo que los propietarios de yates pequeños se comprometen a llevar un dingui rígido pequeño o un bote inflable desinflado, o remolcar un dingui más grande. Se puede ahorrar espacio almacenando artículos en contenedores o bolsas que se atan al dingui. Los dinguis a veces se utilizan como botes salvavidas. Recientemente, los dinguis de auto-rescate han vuelto a utilizarse como botes salvavidas proactivos que les puede navegar a un lugar seguro.
Los dinguis rígidos para yates pequeños son muy pequeños, aproximadamente 2 m (7 pies), generalmente con una proa de cochecito (romo) para obtener más manga (añcho) en una eslora más corta . Los dinguis más grandes son remolcados y deben tener flotabilidad de reserva, un achicador automático y una cubierta para evitar que se pierdan en el mar. La mayoría de los patrones prefieren un cable de remolque lo suficientemente largo como para poner el dingui en la parte trasera del oleaje para evitar que el dingui golpee el espejo de popa del yate.
Los inflables son inconvenientes para remolcar y requieren más tiempo para inflarse, pero son muy compactos y encajan fácilmente en su lugar mientras están en el mar. También se puede ahorrar espacio utilizando un dingui rígido seccional de dos piezas que se remolca en el puerto y se desmonta en dos piezas anidadas en alta mar; normalmente, la sección de proa encaja dentro de la popa y se almacena boca abajo en la cubierta. Hay varios tipos de dingui rígidos plegables que se desmontan en una serie de paneles planos para facilitar su almacenamiento.
A los tubos inflables le puede instalar en un dingui rígido existente, lo que aumenta la flotabilidad y la estabilidad.

## Hardware y materiales
Un dingui debe tener un anillo fuerte en la proa. El anillo asegura la boza (la cuerda que ancla el bote a un muelle) y se utiliza para remolcar y anclar. Idealmente, el dingui debería tener también otros dos anillos (uno a cada lado del espejo de popa) que, con el anillo de proa, se utilizan para levantar y asegurar el dingui para la estiba.
Las únicas otras piezas esenciales de hardware son los toletes. Convencionalmente, un bote tendrá un remo a cada lado. Un solo tope de remo o muesca en el espejo de popa es menos común, pero requiere menos espacio; y se utiliza con un solo remo de remo que se mueve de un lado a otro, sin dejar nunca el agua, como se utiliza en un sampán.
Muchos dinguis modernos están hechos de materiales sintéticos. Estos requieren un cuidado mínimo y no se pudren, pero pueden sufrir viruela de fibra de vidrio causada por la entrada de agua salada a través de la capa de gel. A los dinguis inflables les puede estar hechos de telas recubiertas con Hypalon, neopreno o PVC. A los dinguis rígidos les puede estar hechos de plástico reforzado con fibra de vidrio (GRP), pero también están disponibles cascos de una pieza moldeados por inyección. Otros materiales para los dinguis rígidos modernos incluyen aluminio, madera contrachapada marina que tiende a ser mucho más liviana que la mayoría de los tipos y, con la llegada de barnices de poliuretano resistentes a los  rayos UV, 
Algunos dinguis de madera (especialmente de forma clásica o histórica) se construyen utilizando los métodos de casco liso o en tingladillo. Las maderas preferidas, en orden de resistencia a la putrefacción, son el roble blanco, algarrobo negro, especies de cedro y pino, así como la caoba africana y asiática, abeto y abeto. La resistencia a la putrefacción depende de la pintura, así como de la protección contra el agua de lluvia. 
A veces se utilizan herrajes de plástico, pero el bronce y el acero inoxidable son buenos materiales resistentes a la corrosión para los herrajes, aunque el acero inoxidable puede estar sujeto a corrosión en grietas después de muchos años, especialmente en un bote con un motor fuera de borda u otro motor y debe ser inspeccionado. El acero inoxidable nunca debe utilizarse para accesorios que estén permanentemente en el agua. Los propietarios deben verificar que se utilice el grado correcto de acero inoxidable en un accesorio. Los botes de trabajo pueden utilizar galvanizado acero de menor costo, pero es posible que sea necesario volver a galvanizar o reemplazar el hardware eventualmente.
El dingui generalmente se lleva invertido en medio del barco en yates, encima del techo del coche donde hay más espacio. Es útil que un dingui transportado de esta manera tenga asideros integrados en la parte inferior, lo que facilita el lanzamiento y proporciona asideros en la cubierta.
La mayoría de los yates lanzan sus dinguis a mano o con un simple aparejo de izaje aparejado desde el mástil principal. Los pescados sobre el espejo de popa son cómodos y elegantes, pero navegar con mucha mar de popa podría provocar la pérdida de un dingui. Si se remolca un dingui, se puede atar a un dingui una línea adicional con un lazo en el extremo (conocido como pintor perezoso) de modo que si la línea de remolque se rompe, hay una línea para agarrar con un bote gañcho. Esto facilita la recuperación en el mar, especialmente si el bote está parcialmente inundado.
En algunos países, los dinguis tienen nombres o números de registro. En los dinguis rígidos, estos suelen estar en la proa, en los botes inflables en el interior del espejo de popa.

## Propulsión

### Remos

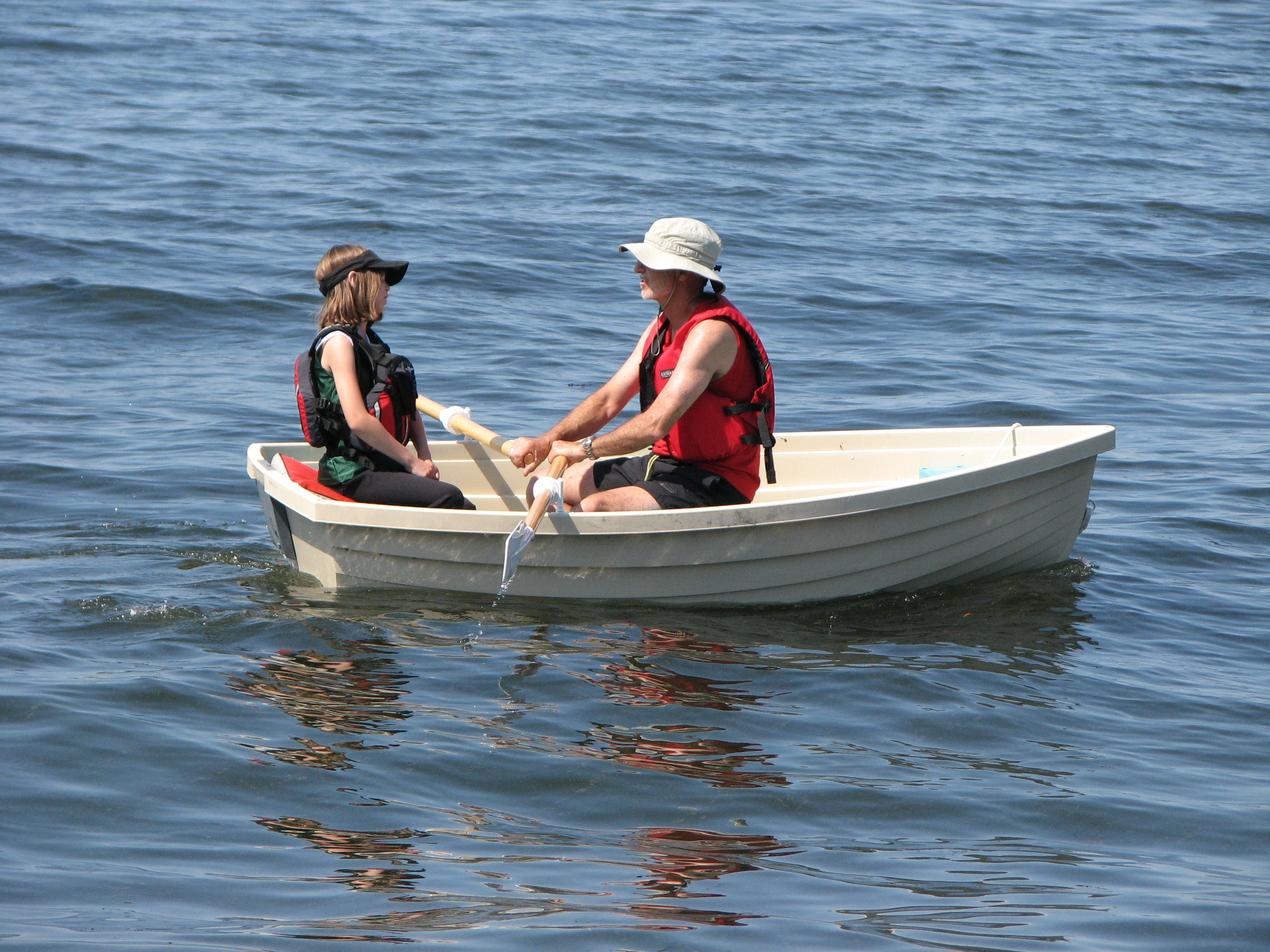
Operando un dingui con remos

Dinguis pequeños de menos de 12 pies (3,66 m) generalmente funcionan con remo con un juego de remo. Más allá de 16 pies (4,88 m) es posible tener dos o incluso tres remeros, normalmente utilizando un par de remos. En algunos modelos, los bancos deslizantes permiten remar mucho más potente, mientras que en otros, un banco extraíble puede permitir remar de pie. Algunos dinguis auxiliares de yates/dingui de auto-rescate tienen dos juegos de bloques de remos (bloqueos de remos) y un asiento central ajustable para permitir posiciones de remo ergonómicamente eficientes. Un solo remo con un bloqueo de remo en el espejo de popa trasero puede ser un remo de emergencia compacto. Los dinguis inflables sin fondo rígido son difíciles de remar más allá de una distancia corta y, por lo general, funcionan con un motor fuera de borda o, si es necesario, con remos.

### Navegar

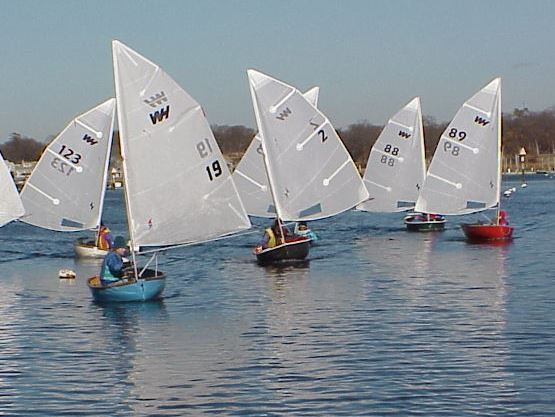
Carreras de botes de vela

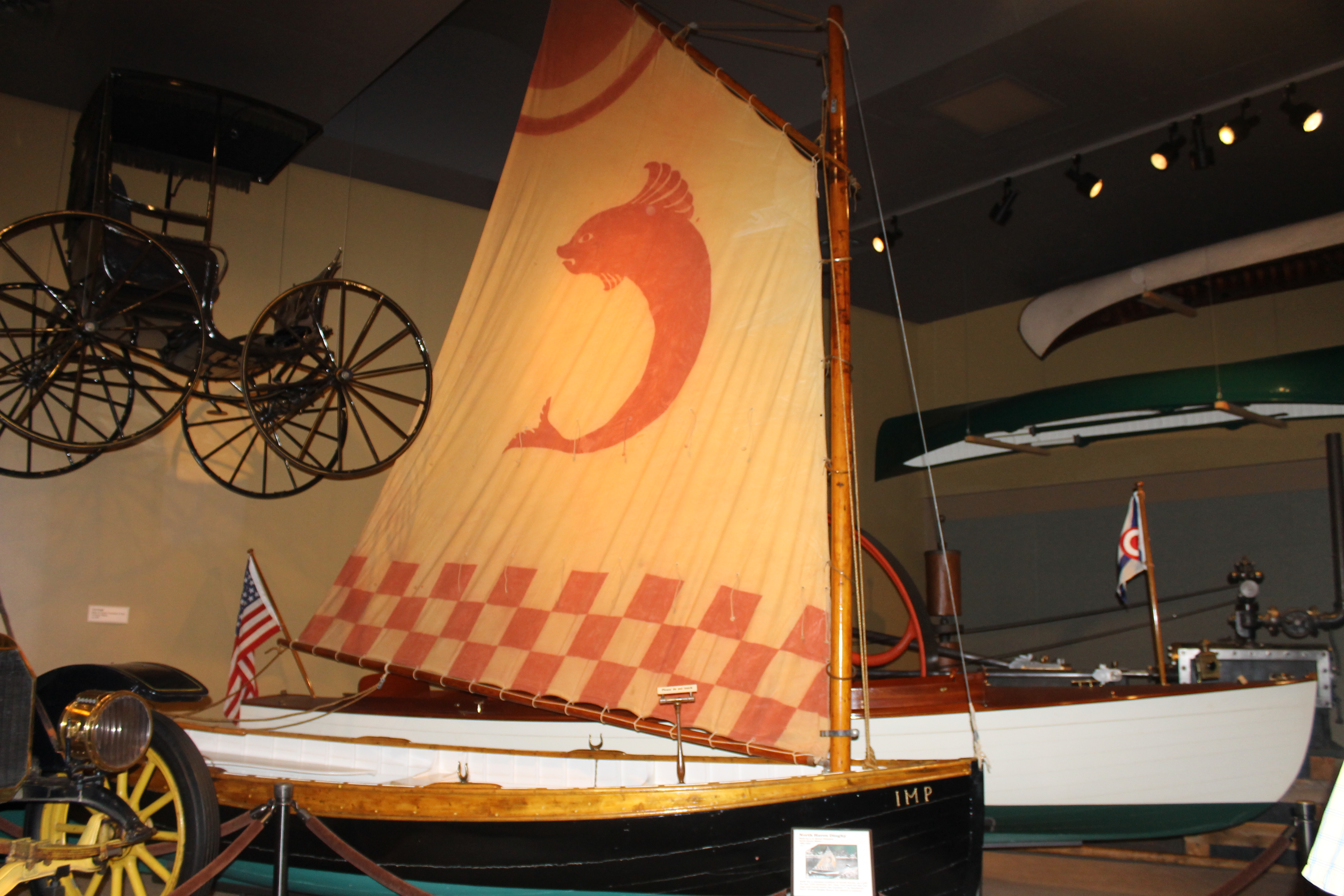
Bote de vela construido por JO Brown astillero en North Haven, Maine, exhibido en el Museo Estatal de Maine en Augusta; utilizado en la década de 1880, participó en carreras de vela

Un aparejo de vela típico para un dingui es un gunter con un mástil plegable de dos piezas atravesado por una popa y descansando sobre la quilla. Se iza tirando de una cuerda llamada driza. Por lo general, se prefiere un aparejo de una sola vela a un Marconi o bermuda (con una vela mayor triangular y un foque) porque este aparejo es más simple, sin tirantes para unir. A los aparejos Spirit tampoco tienen botavara y tienen la ventaja de que la vela le puede sacar del camino contra el mástil cuando se rema o se conduce a motor. Los aparejos de espiga son otro tipo común de vela única que se utiliza en dinguis pequeños, tanto de pie como equilibrados (con un área por delante del mástil), y utilizables con o sin botavara.
Los dinguis de trabajo tradicionales tienen una tabla de sotavento que se puede engañchar por el costado. Esto no divide el espacio de carga. Un timón de vela generalmente se ata o sujeta a un simple par de pivotes (pasadores de bisagra) en el espejo de popa y el pivote inferior es más largo para que el timón se pueda montar un pivote a la vez. La cuerda evita que el timón flote en una ola. Tanto los timones como las tablas de sotavento tienen puntas giratorias para que el dingui pueda aterrizar. Los timones a menudo se disponen de modo que la caña del timón se pliega contra el timón para formar un paquete compacto.
Los dinghy de vela suelen tener una orza o orza para navegar mejor en ceñida. La cajuela está en medio de lo que de otro modo sería un área de carga. Un dingui de autorrescate destinado a ser utilizado como un bote salvavidas proactivo tiene tablas de sotavento a cada lado, para permitir un área de cabina abierta máxima.

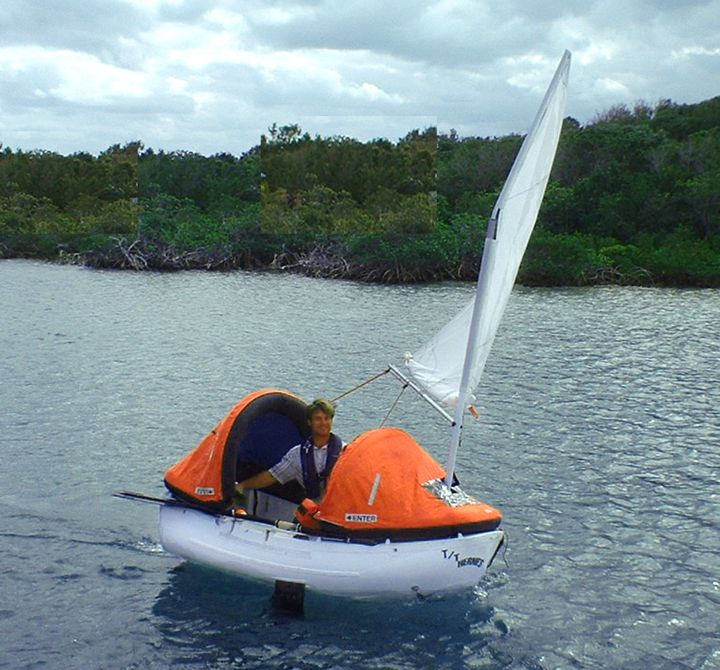
Bote salvavidas dingui de autorrescate, navegando. Observe la sección central abierta del dosel y la vela rizada.

## Otro equipo
Artículos adicionales requeridos y no requeridos por la Guardia Costera de EE. UU. que siempre deben estar en un dingui: Estos son los requisitos mínimos de la Guardia Costera de EE. UU. para botes recreativos:
- Un dispositivo de flotación personal para cada ocupante
- Bell, silbato
- Señales visuales de socorro
- Extinguidor de incendios
- Ventilación (botes construidos el 1/8/80 o después)
- Parallamas de retroceso (motores de gasolina instalados después del 25 de abril de 1940)

Los siguientes elementos no son un requisito de la Guardia Costera, pero siempre deben mantenerse a bordo para maximizar la seguridad:
- Remos
- Cubo
- Botiquín de primeros auxilios
- Manta
- Cuerda

Este equipo debe estar en una bolsa hecha de materiales resistentes al agua.
Los achicadores automáticos de estilo Andersen también son útiles para dinguis de vela y motorizados. Estas seacocks en forma de ranura se proyectan en la corriente debajo del casco y se abren cuando se sumergen y se mueven rápidamente utilizando el efecto venturi. La desventaja de esta solución es que si el bote está varado en arena, puede obstruir los auto vaciadores hasta que se invierta el bote y se elimine la arena. Estos dispositivos no reemplazan a un achicador manual, ya que solo son útiles si la embarcación está en movimiento.
Se puede utilizar un pequeño ancla para permitir que la tripulación del dingui pesque o descanse. Los anclajes Dingui suelen tener forma de hongo, un pequeño garfio plegable o el tipo Danforth, más moderno y eficiente, con cuerda flotante que evitará ser cortada por engañches en la parte inferior. El hongo se utiliza en lugares donde el fondo está muy embarrado, mientras que la garra funciona mejor en rocas. Algunas personas prefieren un pequeño Danforth o arado, debido a su poder de agarre superior en todo menos en las rocas, pero estos tienen bordes afilados y deben colocarse con un poco de cuidado. Incluso un dingui debe tener una cadena unida al ancla, del mismo largo que el dingui. Luego, la urdimbre se une a la cadena corta con un grillete de alambre. Esto le da peso adicional y ayuda a establecer un ancla. También evita que la urdimbre se deshilache en las rocas afiladas cuando el dingui se balancea de un lado a otro con la marea. En general, una urdimbre de ancla debe ser 4 veces la profundidad del agua. Con vientos fuertes, esto se puede extender hasta 8 veces la profundidad, pero la mayoría de los dinguis no son lo suficientemente aptos para navegar como para estar anclados de manera segura en tales condiciones de tormenta.
Un dingui no debería rayar la pintura del barco nodriza; por lo tanto, una defensa hecha de un trozo de cuerda pesada (o una tira de poliuretano) se puede atar sin apretar a la parte exterior de la baluarda. Muchos dinguis modernos tienen una cresta moldeada de plástico para reemplazar la cuerda. Una cubierta de lona acrílica equipada puede arrojar mares o actuar como sombra o cubierta de almacenamiento. Tradicionalmente, se cambia a la cuerda del guardabarros o se suspende del günter (pequeño mástil plegable), pero también le puede atar a algunos puntos y asegurar con broches de presión o Velcro. Dependiendo del diseño, le puede haber un casillero grande debajo de un banco.